# Scopula mediata
Scopula mediata är en fjärilsart som beskrevs av Fabricius 1777. Scopula mediata ingår i släktet Scopula och familjen mätare. Inga underarter finns listade.